# مارک ایسکنس
مارک ایسکنس (انگلیسی: Mark Eyskens؛ زادهٔ ۲۹ آوریل ۱۹۳۳) یک سیاست‌مدار اهل بلژیک است.